# Lijst van voetbalinterlands Comoren - Namibië
Deze lijst van voetbalinterlands is een overzicht van alle officiële voetbalwedstrijden tussen de nationale teams van de Comoren en Namibië. De landen hebben tot op heden vijf keer tegen elkaar gespeeld. De eerste ontmoeting, een wedstrijd voor de COSAFA Cup 2008, werd gespeeld in Secunda (Zuid-Afrika) op 20 juli 2008. Het laatste duel, een kwalificatiewedstrijd voor het African Championship of Nations 2020, vond plaats op 4 augustus 2019 in Windhoek.

## Wedstrijden
| № | Plaats   | Datum            | Competitie                                        | Wedstrijd         | Uitslag |
| - | -------- | ---------------- | ------------------------------------------------- | ----------------- | ------- |
| 1 | Secunda  | 20 juli 2008     | COSAFA Cup 2008                                   | Comoren − Namibië | 0 − 3   |
| 2 | Moroni   | 13 augustus 2017 | African Championship of Nations 2018 kwalificatie | Comoren − Namibië | 2 − 1   |
| 3 | Windhoek | 20 augustus 2017 | African Championship of Nations 2018 kwalificatie | Namibië − Comoren | 2 − 0   |
| 4 | Moroni   | 26 juli 2019     | African Championship of Nations 2020 kwalificatie | Comoren − Namibië | 0 − 2   |
| 5 | Windhoek | 4 augustus 2019  | African Championship of Nations 2020 kwalificatie | Namibië − Comoren | 0 − 0   |

## Samenvatting
| Competitie                                   | Totaal gespeeld | Winst Comoren | Gelijk | Winst Namibië | Doelsaldo Comoren – Namibië |
| -------------------------------------------- | --------------- | ------------- | ------ | ------------- | --------------------------- |
| African Championship of Nations-kwalificatie | 4               | 1             | 1      | 2             | 2 − 5                       |
| COSAFA Cup                                   | 1               | 0             | 0      | 1             | 0 − 3                       |
| Totaal                                       | 5               | 1             | 1      | 3             | 2 − 8                       |

Wedstrijden bepaald door strafschoppen worden, in lijn met de FIFA, als een gelijkspel gerekend.
FCF · Comorees vrouwenelftal

Interlands
Tegenstander:
Angola ·
Botswana ·
Burkina Faso ·
Burundi ·
Centraal-Afrikaanse Republiek ·
Djibouti ·
Egypte ·
Ethiopië ·
Gabon ·
Gambia ·
Ghana ·
Guinee ·
Ivoorkust ·
Jemen ·
Kaapverdië ·
Kameroen ·
Kenia ·
Lesotho ·
Libië ·
Madagaskar ·
Malawi ·
Malediven ·
Mali ·
Marokko ·
Mauritanië ·
Mauritius ·
Mozambique ·
Namibië ·
Oeganda ·
Palestina ·
Seychellen ·
Sierra Leone ·
Swaziland ·
Togo ·
Tsjaad ·
Tunesië ·
Zambia ·
Zimbabwe ·
Zuid-Afrika
NFA · 
Namibisch vrouwenelftal
1990 – 1999 ·
2000 – 2009 ·
2010 – 2019 ·
2020 − 2029
1990 · 
1991 · 
1992 · 
1993 · 
1994 · 
1995 · 
1996 · 
1997 · 
1998 · 
1999 · 
2000 · 
2001 · 
2002 · 
2003 · 
2004 · 
2005 · 
2006 · 
2007 · 
2008 · 
2009 · 
2010 · 
2011 · 
2012 · 
2013 · 
2014 ·
2015 ·
2016 ·
2017 ·
2018 ·
2019 ·
2020 ·
2021 ·
2022 ·
2023
Algerije ·
Angola ·
Benin ·
Botswana ·
Burkina Faso ·
Burundi ·
Comoren ·
Congo-Brazzaville ·
Congo-Kinshasa ·
Djibouti ·
Egypte ·
Equatoriaal-Guinea ·
Eritrea ·
Ethiopië ·
Gabon ·
Gambia ·
Ghana ·
Guinee ·
Guinee-Bissau ·
India ·
Ivoorkust ·
Kameroen ·
Kenia ·
Lesotho ·
Libanon ·
Liberia ·
Libië ·
Madagaskar ·
Malawi ·
Mali ·
Marokko ·
Mauritius ·
Mozambique ·
Niger ·
Nigeria ·
Oeganda ·
Rwanda ·
Saoedi-Arabië ·
Sao Tomé en Principe ·
Senegal ·
Seychellen ·
Swaziland ·
Tanzania ·
Togo ·
Tsjaad ·
Tunesië ·
Zambia ·
Zimbabwe ·
Zuid-Afrika